# Liste der Äbte von Ensdorf
Von 1123 bis zur Auflösung des Klosters 1803 leiteten 38 Äbte die Abtei Ensdorf.
| Abt                                               | Beginn der Amtszeit | Ende der Amtszeit | Bedeutende Ereignisse der Klostergeschichte |
| Walchun                                           | 1123                | 1136              | - von Bischof Otto von Bamberg aus Sankt Blasien geholt - 1123 Einweihung der ersten, hölzernen Jakobskirche - 1123 päpstliche Bestätigung - 1131 kaiserliche Bestätigung - 1136 Resignation                                                                                            |
| Dietwinus                                         | 1136                | 1144              | - aus dem Kloster St. Michael, Bamberg - 1139 Tod des Gründers Bischof Otto von Bamberg - 1144 Resignation |
| Hertnidus                                         | 1144                | 1155              | - aus dem Kloster Biburch |
| Helmricus                                         | 1155                | 1170              | - 1155/56 Tod des Gründers Pfalzgraf Otto V. von Scheyern - 1166 Gründung des Frauenklosters - 1170 Tod der Stifterin Heilika von Lengenfeld |
| Botho (auch: Boto)                                | 1170                | 1202              | - Bau der zweiten, steinernen Jakobskirche durch Pfalzgraf Friedrich von Wittelsbach - 29. Mai 1180 Einweihung - 1198 Pfalzgraf Friedrich stirbt als Laienbruder des Klosters Indersdorf und wird in Ensdorf bestattet.                                                                 |
| Albero                                            | 1202                | 1202              | |
| Rudigerus                                         | 1202                | 1215              | |
| Gotboldus                                         | 1215                | 1229              | |
| Conradus I.                                       | 1229                | 1255              | |
| Heroldus                                          | 1255                | 1272              | |
| Alhardus (auch: Arnoldus)                         | 1272                | 1275              | - aus dem Kloster Prüfening - 1275 Resignation |
| Gerungus                                          | 1275                | 1284              | |
| Rudigerus II.                                     | 1284                | 1284              | - aus dem Kloster Sankt Emmeram |
| Eberhardus                                        | 1284                | 1289              | |
| Liebhardus                                        | 1289                | 1293              | |
| Engelmarus                                        | 1293                | 1294              | |
| Meinhardus                                        | 1294                | 1304              | |
| Wernherus                                         | 1304                | 1308              | - aus dem Kloster Münchsmünster |
| Friedrich von Allersburg                          | 1308                | 1310              | |
| Albertus I. von Hertenstein                       | 1310                | 1312              | - aus dem Kloster Sankt Emmeram |
| Ulrich von Allersburg                             | 1312                | 1333              | - 1314 Auflösung des Frauenklosters |
| Ulrich Emmhofer von Ennichhofen                   | 1334                | 1368              | - Gotisches Gewölbe der Kirche - Zustiftungen der Güter Wolfsbach und Egenberg durch das Edelgeschlecht von Theuern |
| Friedrich Zantner (von Zant)                      | 1368                | 1394              | |
| Ulrich Zantner (von Zant)                         | 1394                | 1396              | |
| Wilhelm Rorstetter                                | 1396                | 1413              | - 1413 Amtsenthebung durch Bischof und Pfalzgraf wegen Misswirtschaft und seiner Liebe zur Jagd |
| Konrad II. Schöss (auch: Schoß, Schechs)          | 1413                | 1424              | - Konventuale aus Kloster Kastl - Durchsetzung der Kastler Reform |
| Ludwig von Kastl                                  | 1424                | 1441              | - Konventuale aus Kloster Kastl - Zur Einsetzung des Abtes mussten Bischof und Pfalzgraf die Tore sprengen. - Beibehaltung der Kastler Reform |
| Paul Kelner (auch: Kellner, Keiner)               | 1441                | 1445              | - Beginn des gotischen Umbaus des Kreuzgangs (bis 1472) |
| Hermann Hollenfelder (auch: Holfelder, Holvelder) | 1445                | 1468              | - Hochblüte des Klosters - 1452 Abt Hollenfelder erhält das Recht, die Pontifikalien Mitra, Ring und Stab zu tragen. - 1468 Gotischer Grabstein des Abtes (erhalten) |
| Albrecht Dratschmid                               | 1468                | 1472              | |
| Johann Jordan                                     | 1472                | 1494              | - 1480 Erste Klostergeschichte durch Chronist Parfues |
| Johann Hausner                                    | 1494                | 1503              | - 1503 Gotischer Grabstein des Abtes (erhalten) |
| Friedrich Prentel (auch: Prentell)                | 1503                | 1520              | - 1507 Brandunglück |
| Sebastian Sintersberger (auch: Sintersperger)     | 1520                | 1525              | - 1522 Gotische Glocke von Hans Stain, Amberg (erhalten) - 1524 Im Kloster leben noch der Abt, fünf Mönche und ein Laienbruder - 1525 Resignation des Abtes - Das Kloster wird durch klösterliche Administratoren verwaltet und verwaist 1549                                           |
| Bonaventura Oberhuber                             | 1695                | 1715/16           | - 1695 Erhebung zur Abtei - Spanischer Erbfolgekrieg bringt Bauarbeiten ins Stocken - 1711–1713 Unter Prior Maurus Bächl: Weiterbau von Kloster und Kirche - 1713 Prior Johann Miller - 1713–1716 Prior Anselm Meiller: Deckenfreskos durch Cosmas Damian Asam (1714–1716)              |
| Anselm Meiller                                    | 1716                | 1761              | - 1716 Beginn der Totenrotelsammlung des Klosters Ensdorf (bis 1789) - 8. Oktober 1717 Einweihung der Kirche - 1718 Fertigstellung des Kirchturmes - 1723 Sechshundertjahresfeier - 1739 Faßwerk der Orgel (erhalten) - Österreichischer Erbfolgekrieg - 1743 Sakristei für Abt Meiller |
| Anselm Desing                                     | 1761                | 1772              | - Ausbau der Klosterbibliothek |
| Diepold Ziegler                                   | 1772                | 1801              | - Weiterer Ausbau der Klosterbibliothek - 1778 Gründung eines Pädagogikums zur Ausbildung von Lehrern |

Am 25. Januar 1802 erfolgte die Auflösung des Klosters im Zuge der Säkularisation. Die Salesianer Don Boscos, die 1920 das Kloster übernahmen, sind zwar ein Klerikerorden, aber auch ein Provinzialorden, so dass sie keine Äbte haben. Die Leiter der Niederlassungen werden Direktoren genannt.